# Les Esserts-Ésery
Les Esserts-Ésery est une ancienne commune du duché de Savoie, puis de la Haute-Savoie, qui a existé de 1818 à 1914.

## Historique
Fondée en 1818 par la fusion des communes d'Ésery, et des Esserts,, elle est supprimée en 1914 à la suite du rétablissement des deux communes constituantes.
Le 30 mars 1914, la commune des Esserts, devenu indépendante, se voit ajouter un article, devenant Les Esserts. En 1922, son nom change à nouveau pour Esserts-Salève,.
Ésery fusionne en 1973 avec la commune voisine Reignier, dénommée désormais Reignier-Ésery, tandis que Esserts-Salève est réunie par arrêté préfectoral du 14 décembre 1973 à Monnetier-Mornex.